# Рибцов Андрій Іванович
Андрі́й Іва́нович Рибцо́в (1 лютого 1961, РРФСР — 11 березня 2017, Хмельницький, Україна) — український військовослужбовець, капітан Збройних сил України, учасник російсько-української війни. Позивний «Балу».

## Життєпис
Народився на території РРФСР в родині військового. Навчався у школі № 12 м. Хмельницький. Армійську освіту здобув в Хмельницькому вищому артилерійському командному училищі. За час служби пройшов війну в Афганістані. Мешкав з родиною в Хмельницькому. Він любив Україну, казав «Вона мене вигодувала і викохала. Це моя Батьківщина».
З початком російської збройної агресії проти України Андрій Іванович вже у березні 2014 року прийшов добровольцем до військкомату. Тричі просився відправити його на фронт, але йому відмовляли через пошкоджену ногу. Зрештою домігся призначення в 3-й десантно-штурмовий батальйон «Фенікс», сформований з добровольців у складі 79-ї окремої десантно-штурмової бригаді. Командир гаубичної артилерійської батареї 3-го аеромобільного батальйону «Фенікс». Служив за мобілізацією з серпня 2014 по вересень 2015 року. З інтерв'ю самого «Балу»: «Коли прибув на місце і оглянув особовий склад, з яким доведеться воювати, — очі, як то кажуть, вийшли з орбіт. Один — підполковник міліції, один майор міліції, — служать звичайними рядовими. Є доцент, кандидат технічних наук, археолог, архітектор, фермери, є бійці, яким по шістдесят, але переважна більшість — бізнесмени. Ось такі артилеристи у мене… Почали тренування. Крос з повною викладкою, снаряди на ґрунт та знову в машину, гармату в бойове положення та на причіп. Ганяє моє військо, і я разом з ним, до сьомого поту. Рили бліндажі, аж руки нижче колін звисали.». Батьком батареї називали його бійці, надзвичайно поважали і любили. Зі своїм підрозділом обороняв населені пункти в районі Маріуполя(Широкине, Гранітне, Чермалик). Вивчення противника і місцевості (рекогносцировку) проводив сам особисто для того, щоб прийняти єдино правильне рішення і знайти саме ту місцевість для розміщення позицій, щоб виконати поставлені завдання без втрат. Часто доводилось по пластунськи вивчати території, щоб отримати повну інформація про ворога і його місцерозташування. Дуже боявся втрат, — боявся більше за своїх людей, ніж за своє особисте життя. «Я вас взял у матери и жены, я вас им и верну!» — заявив він своїм хлопцям.
В листопаді 2014, тільки зайнявши позиції в секторі М, капітан Рибцов з бійцями першого взводу розгромив велику колону ворожого бандформування. А через день — переправу через Кальміус, де знищив велике скупчення ворожих військ, які вже переправлялись, готувались до переправи, а також, ті, що підходили до переправи, тим самим зірвав наступ противника на Маріуполь. Під його командуванням бійцями двох відділень, — першого і другого взводів, було знищено 4 з 6 російських ракетних установки «Град», котрі обстріляли 24 січня 2015 року околиці Маріуполя. «Коли гради підуть, — я вас усіх розстріляю!» — погрожував своїм хлопцям командир, але лише для того, щоб не зволікали, щоб не відпустили безкарно ворожі ракетні установки-вбивці. Бойові заслуги командира артилеристів були високо оцінені ворогом, — його інтенсивно розшукували і обіцяли за нього два мільйони євро. Надзвичайна конспірація і обережність була у всієї батареї, — бійці берегли свого командира, тому що він був тим стовпом, на який можна було спертися завжди. «Коли був поряд Іванович, — це означало, що все добре, всі захищені, всі живі, — це основне, що ввібрав в себе Балу», — так розповідали про нього бійці. Він і взаправду був їх безпекою і охороною. «70 відсотків бойової слави всього батальйону — це особиста заслуга капітана Рибцова», — заявив замполіт батареї.
Андрій Іванович добре пам'ятав слова батька: «Найбільший тягар війни лежить на солдатах. Офіцер повинен берегти їх». Беріг своїх солдат, постійно проводив мініротації для відпочинку бійців батареї, — одна половина працювала, а інша половина відпочивала. А потім, — навпаки. А сам знаходився на вогневих незмінно, постійно, без заміни й відпочинку. Восени 2014 його дружина приїхала на передову з допомогою для бійців. Андрія привезли вранці з вогневих позицій, — напередодні був запеклий бій під сильним дощем та снігом. Він постарів і був втомлений… Вдвох зайшли в штаб. В одній кімнаті стояли розкладачки, — це була кімната, де відпочивали натомлені бійці.
- А де твоя розкладачка? — запитала Наталія у свого Воїна.
- А на этом празднике жизни для меня места нет… — сумно пожартував Андрій і посміхнувся ледь-ледь. Вже тоді серце у Наталки стислося.. Може, вже тоді відчувало лихо?
Рибцов був для бійців не лише командиром, — порадником, побратимом, наставником, другом. В підрозділі були значно старші бійці, але й для них командир був повним авторитетом, вони називали його «Батя». Ніхто з його батареї не загинув, перебуваючи більше року під вогнем.
Восени 2015 капітан Рибцов демобілізувався. Довго думав, вагався… Зателефонував додому: «Якщо залишусь, — залишиться весь колектив батареї, щонайменше 80-90 відсотків. Я піду на дембель,  – підуть майже усі. Я так хотів би зберегти цей  колектив. Не знаю, що й робити. Яке рішення прийняти?» Вирішили, що має повертатися додому. А бійці, — кожен сам особисто має вирішувати свою долю, незалежно від того, яке рішення приймає їх командир. І Андрій Іванович повернувся додому, звикати до мирного життя.
В своєму місті офіцер активно займався громадською діяльністю та справами ветеранів АТО. Керівник Хмельницької Спілки учасників бойових дій, Хмельницької обласної філії ГО «Українська асоціація інвалідів АТО». Директор хмельницької футбольної команди ветеранів АТО — ФК «Легіон». Брав участь у зустрічах ветеранів з молоддю, в організації та презентації фотовиставки «Боги війни», на якій були представлені фото, зроблені бійцями батальйону «Фенікс», підтримував сім*ї загиблих, організовував реабілітаційні заходи для демобілізованих бійців… Неодноразово виїжджав на передову, добре знаючи потреби бійців. Восени 2015 вже демобілізованим, на прохання командування залишався на полігоні навчати новачків артилерійській справі, — мав що передати, знав, як навчити… Залишив після себе офіцерів-артилеристів, першокласних навідників, коригувальників… Його друг якось сказав: «Андрій — це Людина, яка прийшла в цей світ, щоб залишити по собі слід. Дехто живе лише для того, щоб наслідити!»
Помер від обширного інфаркту. Серце капітана Рибцова зупинилося вночі 11 березня 2017 року.
Прощалися з Андрієм Івановичем у будинку культури Національної академії Державної прикордонної служби України імені Богдана Хмельницького. Віддати шану легендарному офіцерові прийшли рідні, друзі, побратими, представники влади і небайужі хмельничани. Поховали артилериста 13 березня на Алеї Слави кладовища у мікрорайоні Ракове міста Хмельницький. В нього залишились дружина та син.
Фільм про життєвий шлях бійця — https://www.youtube.com/watch?v=G0ZOCNO3U7M

## Нагороди
- Орден Богдана Хмельницького III ступеня (10.6.2015) — за особисту мужність і високий професіоналізм, виявлені у захисті державного суверенітету та територіальної цілісності України, вірність військовій присязі.[1]
- Медаль «За благодійну діяльність» («Спілка Матері Миру» від 13.11.2016).
- Почесна відзнака Хмельницької міської громади «Мужність і відвага» (посмертно, рішення 17-ї сесії Хмельницької міської ради від 20.09.2017).[2]
- Медаль «23 окремий батальйон „Хортиця“» (посмертно, наказ командування військової частини А2988 № 215 від 15.08.2017) — за порятунок бійців 23 батальйону.
- Відзнака «Почесний громадянин міста Хмельницького» (посмертно, рішення 24 сесії Хмельницької міської ради від 28.09.2018)

### Відео
- Презентація фотовиставки «Боги війни»
- Фільм біографічно-історичний — «Балу». Світлій пам'яті…